# Monstrosity
Monstrosity är ett amerikanskt death metal-band hemmahörande i Tampa (ursprungligen från Fort Lauderdale) i Florida, bildat i och med "Florida death"-scenen som slog igenom i början av 1990-talet. Monstrosity är känt för att ha haft medlemmar som utvecklats och gått vidare till traktens storheter i metalvärlden som Cannibal Corpse (lokaliserat i Florida förutom dess fem första år) och Cynic.

## Historia
Sångaren George Fisher, trummisen Lee Harrison och basisten Mark Van Erp (tidigare i progressiv metal-bandet Cynic) var personerna som grundade Monstrosity. Harrison hade just lämnat bandet Malevolent Creation och Fisher hade gett upp sitt band Corpsegrinder (för vilket han fick detta smeknamn) i sin hemort i Maryland och kom till Florida år 1990. Jon Rubin, gitarrist i Malevolent Creation, kom med och grundade Monstrosity. Dessa fyra medlemmar skrev kontrakt med det tyska skivbolaget Nuclear Blast, och under studioinspelningen av debutalbumet Imperial Doom (som släpptes 1992) fick de hjälp av Jason Gobel som studiomusiker (gitarrist i Cynic, men blev aldrig medlem i Monstrosity). Monstrosity turnerade i Europa tillsammans med bandet Pestilence för detta album.
Med 50 000 sålda kopior globalt spåddes Monstrosity med sin speltekniska kompetens att bli en ny storhet inom genren, men tvist utbröt mellan bandet och skivbolaget som ledde till att Lee Harrison startade ett eget – Conquest Music – 1996. Det året skapadede bandet sitt andra studioalbum, Millennium. Gitarristen Jon Rubin hade ersatts av Jason Morgan, och basisten Mark van Erp av Kelly Conlon. Albumet licensierades till Nuclear Blast för Europa och återutgavs 2002 av nederländska Hammerheart Records för Europa. Efter inspelningen gick sångaren George Fisher till Cannibal Corpse, och ersattes av Jason Avery (Eulogy).
År 1999 spelade bandet in sitt nästa studioalbum In dark Purity i Morrisound Studios i Tampa, med endast trummisen Lee Harrison kvar från grundandet av bandet. Conquest Music licensierade albumet till Century Media Records för bättre distribution i USA och licensierade albumet till Metal Age och sedan Hammerheart Records i Europa. 2001 släppte Conquest Records ett paket med två CD-skivor bestående av ett livealbum som Monstrosity spelade in under en turné i USA, däribland bandets ökända demoskivor Horror Infinity och Slaves and Masters, och lite olika nyinspelningar av låtar från debutalbumet. Denna dubbelutgåva licensierades till Hammerheart Records i Europa.
År 2003 spelade Monstrosity in studioalbumet Rise to Power i Sanford med Jason Avery på sång, Lee Harrison på trummor, Tony Norman och Sam Molina på gitarrer, samt Mike Poggione på bas. Det producerades av Harrison, konstruerades av Jason Suecof och licensierades av Conquest Music till Metal Blade Records i Europa. Monstrosity turnerade i USA för att marknadsföra albumet och bandet blev inbjudet av Colombias regering att leda en musikfestival i Bogotá med 85 000 åskådare på plats.
Jason Avery ersattes i december 2005 av Brian Werner (Infernaeon) som gjorde sånguppdrag på bandets Europaturné 2006 och efterföljande USA-spelningar. I december 2006 ersattes han av Mike Hrubovcak (Divine Rapture, Imperial Crystalline och Vile) och gitarristen Mark English gick med i Monstrosity. Tillbaka vid Morrison Studios spelade bandet in albumet Spiritual Apocalypse som släpptes 2007, licensierat till Metal Blade Records i Europa, och 2008 i USA. Tillagda solon spelades av Matt LaPorte (Jon Oliva's Pain), och det avslutande solot i "Bloodline Horror" framfördes av Jason Suecof och James Malone. Bakgrundssång i "Inhuman Race" och "Firestorm" tillhandahölls Kelly Schaefer från Atheist.
Sommaren 2009 tillbringade Monstrosity sex veckor på turné i Peru och Chile, och flög sedan till Europa för att spela vid Brutal Assault-festivalen i Tjeckien och Party San-festivalen i Tyskland. Den 22 november 2011 meddelade bandet via sin Facebook-sida att det skulle släppa live-DVD:n Live Apocalypse i början av 2012. Den 2 oktober 2015 gjorde bandet sin första spelning i centrala Florida på nästan 15 år, vid West End Trading Company i Sanford. Under den spelningen meddelades det att bandet påbörjat sitt sjätte studioalbum, vilket släpptes den 7 september 2018 i form av The Passage of Existence.
2022 påbörjade Monstrosity inspelning av ett nytt album, med Mark Van Erp åter som medlem efter 27 år.

## Medlemmar
| Nuvarande - Lee Harrison – trummor (sedan 1990) - Mark Van Erp – bas (1990–1995, 2021–) - Justin Walker – gitarr (sedan 2019) - Edwin Webb – sång (sedan 2021) - Matt Barnes – gitarr (sedan 2010) | Tidigare - Jon Rubin – gitarr (1990–1994) - George Fisher – sång (1990–1996) - Tony Norman – gitarr (1999–2005) - Jason "Tux" Morgan – gitarr (1994–1999) - Kelly Conlon – bas (1995–1999) - Sam Molina – gitarr (2003–2006), sång (2001–2003) - Jason Avery – sång (1996–2001, 2003–2005) - Mark English – gitarr (2006–2019) - Mike Hrubovcak – sång (2006–2021) - Mike Poggione – bas (2001–2021) | Turnerande medlemmar - Pat O'Brien – gitarr (1996–1997) - Jay Fernandez – gitarr (1998–1999) - Bobby Earl – sång (2001) - Patrick Hall – gitarr (2002) - Brian Werner – sång (2006) - J.J. Hrubovcak – gitarr (2007) - Ben Kuzay – bas (2008) - Andrew Guthrie – bas (2012) - Jamie Harris – gitarr (1998) - Jamie Osburne – gitarr (1998) - Matt Moore – gitarr (2009) - Steve Bailey – gitarr (2000) - Chuck Amos – gitarr (1994) - Adam Bollenbach – gitarr (1993) - Jason Gobel – gitarr (1991) |

## Diskografi

### Studioalbum
- Imperial Doom (1992)
- Millennium (1996)
- In Dark Purity (1999)
- Rise to Power (2003)
- Spiritual Apocalypse (2007)
- The Passage of Existence (2018)

### EP och singlar
- Burden of Evil (1991)
- Darkest Dream (1992)

### Samlingsalbum
- Enslaving the Masses (2001)

### Livealbum
- Live Extreme Brazilian – Tour 2002 (2003)
- 10 Years of Nuclear Blast (1997)
- Stages Of Decay (2001)

### DVD
- Live Apocalypse (2012)

### Demor
- Horror Infinity (1990)
- Slaves And Masters (1994)